# Ormosia tenuispinosa
Ormosia tenuispinosa là một loài ruồi trong họ Limoniidae. Chúng phân bố ở miền Cổ bắc.